# لورانس بف
لورانس بف (بالإنجليزية: Lawrence Pugh)‏ هو شخصية أعمال أمريكي، ولد في 1933، وتوفي في 3 ديسمبر 2015 في نيبلز في الولايات المتحدة.